# Campeonato Brasileño de Fútbol 2016
El Campeonato Brasileño de Fútbol 2016 fue la  61ª. edición del Campeonato Brasileño de Serie A. El mismo comenzó el 14 de mayo de 2016 y finalizó el 11 de diciembre del corriente año.
Se anunció también que el torneo, no se verá interrumpido por el desarrollo de la Copa América Centenario 2016 a desarrollarse en los Estados Unidos durante el mes de junio del presente año.
El campeón en esta temporada fue el Palmeiras que se adjudicó el campeonato a falta de una fecha para su finalización, tras veintidós años. También se produjo el descenso del Internacional de Porto Alegre a la Serie B, siendo el primero en su historia.
El 28 de noviembre el fútbol Brasileño también tuvo uno de los episodios más trágicos de su historia el Vuelo 2933 de LaMia procedente del Aeropuerto de Viru Viru en Santa Cruz de la Sierra, Bolivia que transportaba al equipo Chapecoense iba directo a disputar la final de la Copa Sudamericana ante Atlético Nacional reciente campeón de la Libertadores, el vuelo se accidentó entre las montañas de La Ceja (Antioquia) y La Unión, a las 9:30 P. m. hora local, el avión desapareció de los radares del Aeropuerto José María Córdova de Rionegro, dejando 71 fallecidos y 6 sobrevivientes entre 
ellos 3 futbolistas de la plantilla de Chapecoense, un periodista y 2 empleados de la aerolínea Erwin Tumiri y Ximena Suárez. El equipo colombiano Atlético Nacional rival de Chapecoense pidió a la CONMEBOL otorgarle el título a Chapecoense en homenaje a las víctimas fallecidas del vuelo. El 1 de diciembre la CONMEBOL en un comunicado declaró Campeón a Chapecoense de la Sudamericana por petición del equipo colombiano Atlético Nacional. El equipo colombiano recibió el FairPlay de la FIFA al juego limpio en 2016.

## Sistema de competición
El sistema de juego es el mismo de las temporadas anteriores. Los 20 equipos participantes se enfrentarán en partidos de ida y vuelta en un sistema de todos contra todos. El equipo que auspició de local en la primera vuelta, en la segunda vuelta del campeonato jugara de visitante. El equipo con más puntos en la tabla de clasificación, será quien se corone cómo campeón del Brasileirão 2016. A su vez, los cuatro equipos que finalicen con menos puntos en la tabla de clasificación descenderán y jugarán la Serie B del siguiente año.
Clasificación a copas internacionales
- Los primeros tres equipos posicionados en el campeonato, se clasifican directamente a la segunda fase de la Copa Libertadores 2017. Además, el 4° de la tabla de clasificación clasifica también, pero a la primera fase la misma.

- Para clasificar a la Copa Sudamericana del año siguiente se tuvo en cuenta el rendimiento de los clubes en la Copa de Brasil, que se ha ampliado y tendrá equipos que compitan también en la Copa Libertadores en el mismo año.

Criterios de desempate
- Partidos ganados
- Diferencia de goles
- Goles a favor
- Enfrentamientos directos
- Cantidad de tarjetas amarillas
- Cantidad de tarjetas rojas

## Equipos participantes

### Ascensos y descensos
| Pos. | Descendidos en la temporada 2015 |
| ---- | -------------------------------- |
| 17.º | Avaí                             |
| 18.º | Vasco da Gama                    |
| 19.º | Goiás                            |
| 20.º | Joinville                        |

| Pos. | Ascendidos de la Serie B 2015 |
| ---- | ----------------------------- |
| 1.º  | Botafogo                      |
| 2.º  | Santa Cruz                    |
| 3.º  | Vitória                       |
| 4.º  | América Mineiro               |

### Información de equipos
| Equipo              | Ciudad             | Estadio               | Capacidad | Posición 2015  | Títulos |
| ------------------- | ------------------ | --------------------- | --------- | -------------- | ------- |
| América Mineiro     | Belo Horizonte, MG | Independência         | 23 018    | 4.° (Serie B)  | 0       |
| Atlético Mineiro    | Belo Horizonte, MG | Independência         | 23 018    | 2.°            | 1       |
| Atlético Paranaense | Curitiba, PR       | Arena da Baixada      | 43 000    | 10.°           | 1       |
| Botafogo            | Río de Janeiro, RJ | Estadio Nilton Santos | 46 931    | 1.° (Serie B)  | 2       |
| Chapecoense         | Chapecó, SC        | Arena Condá           | 21 000    | 14.°           | 0       |
| Corinthians         | São Paulo, SP      | Arena Corinthians     | 48 000    | 1.°            | 6       |
| Coritiba            | Curitiba, PR       | Couto Pereira         | 40 502    | 15.°           | 1       |
| Cruzeiro            | Belo Horizonte, MG | Mineirão              | 57 483    | 8.°            | 4       |
| Figueirense         | Florianópolis, SC  | Orlando Scarpelli     | 19 584    | 16.°           | 0       |
| Flamengo            | Río de Janeiro, RJ | Maracaná              | 78 838    | 12.°           | 5       |
| Fluminense          | Río de Janeiro, RJ | Maracaná              | 78 838    | 13.°           | 4       |
| Grêmio              | Porto Alegre, RS   | Arena do Grêmio       | 55 538    | 3.°            | 2       |
| Internacional       | Porto Alegre, RS   | Beira-Rio             | 56 149    | 5.°            | 3       |
| Palmeiras           | São Paulo, SP      | Allianz Parque        | 45 000    | 9.°            | 8       |
| Ponte Preta         | Campinas, SP       | Moisés Lucarelli      | 17 700    | 11.°           | 0       |
| Santa Cruz          | Recife, PE         | Arruda                | 60 044    | 02.° (Serie B) | 0       |
| Santos              | Santos, SP         | Vila Belmiro          | 16 798    | 7.°            | 8       |
| São Paulo           | São Paulo, SP      | Morumbi               | 66 795    | 4.°            | 6       |
| Sport               | Recife, PE         | Ilha do Retiro        | 35 000    | 6.°            | 1       |
| Vitória             | Salvador, BA       | Barradão              | 35 000    | 3.° (Serie B)  | 0       |

### Distribución geográfica y estadios
| Estado             | N.º | Equipos                                                 |
| ------------------ | --- | ------------------------------------------------------- |
| São Paulo          | 5   | Corinthians, Palmeiras, Ponte Preta, Santos y São Paulo |
| Minas Gerais       | 3   | América Mineiro, Atlético Mineiro y Cruzeiro            |
| Río de Janeiro     | 3   | Botafogo, Flamengo y Fluminense                         |
| Paraná             | 2   | Atlético Paranaense y Coritiba                          |
| Pernambuco         | 2   | Santa Cruz y Sport                                      |
| Río Grande del Sur | 2   | Grêmio y Internacional                                  |
| Santa Catarina     | 2   | Chapecoense y Figueirense                               |
| Bahía              | 1   | Vitória                                                 |
| Total              | 20  | -                                                       |

| América Mineiro   | Atlético Mineiro | Atlético Paranaense | Botafogo | Chapecoense | Corinthians       |
| Independência     | Independência | Arena da Baixada | Estadio Nilton Santos | Arena Condá | Arena Corinthians |
| Capacidad: 23 018 | Capacidad: 23 018 | Capacidad: 42 372 | Capacidad: 46 931 | Capacidad: 19 325 | Capacidad: 48 234 |
|                   | | | | |                   |
| Coritiba          | Santa Cruz, Sport Vitória América Mineiro, Atlético Mineiro Cruzeiro Botafogo, Flamengo Fluminense Corinthians, Palmeiras, Ponte Preta, Santos, São Paulo Atlético Paranaense Coritiba Chapecoense Figueirense Grêmio Internacional | Santa Cruz, Sport Vitória América Mineiro, Atlético Mineiro Cruzeiro Botafogo, Flamengo Fluminense Corinthians, Palmeiras, Ponte Preta, Santos, São Paulo Atlético Paranaense Coritiba Chapecoense Figueirense Grêmio Internacional | Santa Cruz, Sport Vitória América Mineiro, Atlético Mineiro Cruzeiro Botafogo, Flamengo Fluminense Corinthians, Palmeiras, Ponte Preta, Santos, São Paulo Atlético Paranaense Coritiba Chapecoense Figueirense Grêmio Internacional | Santa Cruz, Sport Vitória América Mineiro, Atlético Mineiro Cruzeiro Botafogo, Flamengo Fluminense Corinthians, Palmeiras, Ponte Preta, Santos, São Paulo Atlético Paranaense Coritiba Chapecoense Figueirense Grêmio Internacional | Cruzeiro          |
| Couto Pereira     | Santa Cruz, Sport Vitória América Mineiro, Atlético Mineiro Cruzeiro Botafogo, Flamengo Fluminense Corinthians, Palmeiras, Ponte Preta, Santos, São Paulo Atlético Paranaense Coritiba Chapecoense Figueirense Grêmio Internacional | Santa Cruz, Sport Vitória América Mineiro, Atlético Mineiro Cruzeiro Botafogo, Flamengo Fluminense Corinthians, Palmeiras, Ponte Preta, Santos, São Paulo Atlético Paranaense Coritiba Chapecoense Figueirense Grêmio Internacional | Santa Cruz, Sport Vitória América Mineiro, Atlético Mineiro Cruzeiro Botafogo, Flamengo Fluminense Corinthians, Palmeiras, Ponte Preta, Santos, São Paulo Atlético Paranaense Coritiba Chapecoense Figueirense Grêmio Internacional | Santa Cruz, Sport Vitória América Mineiro, Atlético Mineiro Cruzeiro Botafogo, Flamengo Fluminense Corinthians, Palmeiras, Ponte Preta, Santos, São Paulo Atlético Paranaense Coritiba Chapecoense Figueirense Grêmio Internacional | Mineirão          |
| Capacidad: 40 502 | Santa Cruz, Sport Vitória América Mineiro, Atlético Mineiro Cruzeiro Botafogo, Flamengo Fluminense Corinthians, Palmeiras, Ponte Preta, Santos, São Paulo Atlético Paranaense Coritiba Chapecoense Figueirense Grêmio Internacional | Santa Cruz, Sport Vitória América Mineiro, Atlético Mineiro Cruzeiro Botafogo, Flamengo Fluminense Corinthians, Palmeiras, Ponte Preta, Santos, São Paulo Atlético Paranaense Coritiba Chapecoense Figueirense Grêmio Internacional | Santa Cruz, Sport Vitória América Mineiro, Atlético Mineiro Cruzeiro Botafogo, Flamengo Fluminense Corinthians, Palmeiras, Ponte Preta, Santos, São Paulo Atlético Paranaense Coritiba Chapecoense Figueirense Grêmio Internacional | Santa Cruz, Sport Vitória América Mineiro, Atlético Mineiro Cruzeiro Botafogo, Flamengo Fluminense Corinthians, Palmeiras, Ponte Preta, Santos, São Paulo Atlético Paranaense Coritiba Chapecoense Figueirense Grêmio Internacional | Capacidad: 61 846 |
|                   | Santa Cruz, Sport Vitória América Mineiro, Atlético Mineiro Cruzeiro Botafogo, Flamengo Fluminense Corinthians, Palmeiras, Ponte Preta, Santos, São Paulo Atlético Paranaense Coritiba Chapecoense Figueirense Grêmio Internacional | Santa Cruz, Sport Vitória América Mineiro, Atlético Mineiro Cruzeiro Botafogo, Flamengo Fluminense Corinthians, Palmeiras, Ponte Preta, Santos, São Paulo Atlético Paranaense Coritiba Chapecoense Figueirense Grêmio Internacional | Santa Cruz, Sport Vitória América Mineiro, Atlético Mineiro Cruzeiro Botafogo, Flamengo Fluminense Corinthians, Palmeiras, Ponte Preta, Santos, São Paulo Atlético Paranaense Coritiba Chapecoense Figueirense Grêmio Internacional | Santa Cruz, Sport Vitória América Mineiro, Atlético Mineiro Cruzeiro Botafogo, Flamengo Fluminense Corinthians, Palmeiras, Ponte Preta, Santos, São Paulo Atlético Paranaense Coritiba Chapecoense Figueirense Grêmio Internacional |                   |
| Figueirense       | Santa Cruz, Sport Vitória América Mineiro, Atlético Mineiro Cruzeiro Botafogo, Flamengo Fluminense Corinthians, Palmeiras, Ponte Preta, Santos, São Paulo Atlético Paranaense Coritiba Chapecoense Figueirense Grêmio Internacional | Santa Cruz, Sport Vitória América Mineiro, Atlético Mineiro Cruzeiro Botafogo, Flamengo Fluminense Corinthians, Palmeiras, Ponte Preta, Santos, São Paulo Atlético Paranaense Coritiba Chapecoense Figueirense Grêmio Internacional | Santa Cruz, Sport Vitória América Mineiro, Atlético Mineiro Cruzeiro Botafogo, Flamengo Fluminense Corinthians, Palmeiras, Ponte Preta, Santos, São Paulo Atlético Paranaense Coritiba Chapecoense Figueirense Grêmio Internacional | Santa Cruz, Sport Vitória América Mineiro, Atlético Mineiro Cruzeiro Botafogo, Flamengo Fluminense Corinthians, Palmeiras, Ponte Preta, Santos, São Paulo Atlético Paranaense Coritiba Chapecoense Figueirense Grêmio Internacional | Flamengo          |
| Orlando Scarpelli | Santa Cruz, Sport Vitória América Mineiro, Atlético Mineiro Cruzeiro Botafogo, Flamengo Fluminense Corinthians, Palmeiras, Ponte Preta, Santos, São Paulo Atlético Paranaense Coritiba Chapecoense Figueirense Grêmio Internacional | Santa Cruz, Sport Vitória América Mineiro, Atlético Mineiro Cruzeiro Botafogo, Flamengo Fluminense Corinthians, Palmeiras, Ponte Preta, Santos, São Paulo Atlético Paranaense Coritiba Chapecoense Figueirense Grêmio Internacional | Santa Cruz, Sport Vitória América Mineiro, Atlético Mineiro Cruzeiro Botafogo, Flamengo Fluminense Corinthians, Palmeiras, Ponte Preta, Santos, São Paulo Atlético Paranaense Coritiba Chapecoense Figueirense Grêmio Internacional | Santa Cruz, Sport Vitória América Mineiro, Atlético Mineiro Cruzeiro Botafogo, Flamengo Fluminense Corinthians, Palmeiras, Ponte Preta, Santos, São Paulo Atlético Paranaense Coritiba Chapecoense Figueirense Grêmio Internacional | Maracaná          |
| Capacidad: 19 584 | Santa Cruz, Sport Vitória América Mineiro, Atlético Mineiro Cruzeiro Botafogo, Flamengo Fluminense Corinthians, Palmeiras, Ponte Preta, Santos, São Paulo Atlético Paranaense Coritiba Chapecoense Figueirense Grêmio Internacional | Santa Cruz, Sport Vitória América Mineiro, Atlético Mineiro Cruzeiro Botafogo, Flamengo Fluminense Corinthians, Palmeiras, Ponte Preta, Santos, São Paulo Atlético Paranaense Coritiba Chapecoense Figueirense Grêmio Internacional | Santa Cruz, Sport Vitória América Mineiro, Atlético Mineiro Cruzeiro Botafogo, Flamengo Fluminense Corinthians, Palmeiras, Ponte Preta, Santos, São Paulo Atlético Paranaense Coritiba Chapecoense Figueirense Grêmio Internacional | Santa Cruz, Sport Vitória América Mineiro, Atlético Mineiro Cruzeiro Botafogo, Flamengo Fluminense Corinthians, Palmeiras, Ponte Preta, Santos, São Paulo Atlético Paranaense Coritiba Chapecoense Figueirense Grêmio Internacional | Capacidad: 78 838 |
|                   | Santa Cruz, Sport Vitória América Mineiro, Atlético Mineiro Cruzeiro Botafogo, Flamengo Fluminense Corinthians, Palmeiras, Ponte Preta, Santos, São Paulo Atlético Paranaense Coritiba Chapecoense Figueirense Grêmio Internacional | Santa Cruz, Sport Vitória América Mineiro, Atlético Mineiro Cruzeiro Botafogo, Flamengo Fluminense Corinthians, Palmeiras, Ponte Preta, Santos, São Paulo Atlético Paranaense Coritiba Chapecoense Figueirense Grêmio Internacional | Santa Cruz, Sport Vitória América Mineiro, Atlético Mineiro Cruzeiro Botafogo, Flamengo Fluminense Corinthians, Palmeiras, Ponte Preta, Santos, São Paulo Atlético Paranaense Coritiba Chapecoense Figueirense Grêmio Internacional | Santa Cruz, Sport Vitória América Mineiro, Atlético Mineiro Cruzeiro Botafogo, Flamengo Fluminense Corinthians, Palmeiras, Ponte Preta, Santos, São Paulo Atlético Paranaense Coritiba Chapecoense Figueirense Grêmio Internacional |                   |
| Fluminense        | Santa Cruz, Sport Vitória América Mineiro, Atlético Mineiro Cruzeiro Botafogo, Flamengo Fluminense Corinthians, Palmeiras, Ponte Preta, Santos, São Paulo Atlético Paranaense Coritiba Chapecoense Figueirense Grêmio Internacional | Santa Cruz, Sport Vitória América Mineiro, Atlético Mineiro Cruzeiro Botafogo, Flamengo Fluminense Corinthians, Palmeiras, Ponte Preta, Santos, São Paulo Atlético Paranaense Coritiba Chapecoense Figueirense Grêmio Internacional | Santa Cruz, Sport Vitória América Mineiro, Atlético Mineiro Cruzeiro Botafogo, Flamengo Fluminense Corinthians, Palmeiras, Ponte Preta, Santos, São Paulo Atlético Paranaense Coritiba Chapecoense Figueirense Grêmio Internacional | Santa Cruz, Sport Vitória América Mineiro, Atlético Mineiro Cruzeiro Botafogo, Flamengo Fluminense Corinthians, Palmeiras, Ponte Preta, Santos, São Paulo Atlético Paranaense Coritiba Chapecoense Figueirense Grêmio Internacional | Grêmio            |
| Maracaná          | Santa Cruz, Sport Vitória América Mineiro, Atlético Mineiro Cruzeiro Botafogo, Flamengo Fluminense Corinthians, Palmeiras, Ponte Preta, Santos, São Paulo Atlético Paranaense Coritiba Chapecoense Figueirense Grêmio Internacional | Santa Cruz, Sport Vitória América Mineiro, Atlético Mineiro Cruzeiro Botafogo, Flamengo Fluminense Corinthians, Palmeiras, Ponte Preta, Santos, São Paulo Atlético Paranaense Coritiba Chapecoense Figueirense Grêmio Internacional | Santa Cruz, Sport Vitória América Mineiro, Atlético Mineiro Cruzeiro Botafogo, Flamengo Fluminense Corinthians, Palmeiras, Ponte Preta, Santos, São Paulo Atlético Paranaense Coritiba Chapecoense Figueirense Grêmio Internacional | Santa Cruz, Sport Vitória América Mineiro, Atlético Mineiro Cruzeiro Botafogo, Flamengo Fluminense Corinthians, Palmeiras, Ponte Preta, Santos, São Paulo Atlético Paranaense Coritiba Chapecoense Figueirense Grêmio Internacional | Arena do Grêmio   |
| Capacidad: 78 838 | Santa Cruz, Sport Vitória América Mineiro, Atlético Mineiro Cruzeiro Botafogo, Flamengo Fluminense Corinthians, Palmeiras, Ponte Preta, Santos, São Paulo Atlético Paranaense Coritiba Chapecoense Figueirense Grêmio Internacional | Santa Cruz, Sport Vitória América Mineiro, Atlético Mineiro Cruzeiro Botafogo, Flamengo Fluminense Corinthians, Palmeiras, Ponte Preta, Santos, São Paulo Atlético Paranaense Coritiba Chapecoense Figueirense Grêmio Internacional | Santa Cruz, Sport Vitória América Mineiro, Atlético Mineiro Cruzeiro Botafogo, Flamengo Fluminense Corinthians, Palmeiras, Ponte Preta, Santos, São Paulo Atlético Paranaense Coritiba Chapecoense Figueirense Grêmio Internacional | Santa Cruz, Sport Vitória América Mineiro, Atlético Mineiro Cruzeiro Botafogo, Flamengo Fluminense Corinthians, Palmeiras, Ponte Preta, Santos, São Paulo Atlético Paranaense Coritiba Chapecoense Figueirense Grêmio Internacional | Capacidad: 56 500 |
|                   | Santa Cruz, Sport Vitória América Mineiro, Atlético Mineiro Cruzeiro Botafogo, Flamengo Fluminense Corinthians, Palmeiras, Ponte Preta, Santos, São Paulo Atlético Paranaense Coritiba Chapecoense Figueirense Grêmio Internacional | Santa Cruz, Sport Vitória América Mineiro, Atlético Mineiro Cruzeiro Botafogo, Flamengo Fluminense Corinthians, Palmeiras, Ponte Preta, Santos, São Paulo Atlético Paranaense Coritiba Chapecoense Figueirense Grêmio Internacional | Santa Cruz, Sport Vitória América Mineiro, Atlético Mineiro Cruzeiro Botafogo, Flamengo Fluminense Corinthians, Palmeiras, Ponte Preta, Santos, São Paulo Atlético Paranaense Coritiba Chapecoense Figueirense Grêmio Internacional | Santa Cruz, Sport Vitória América Mineiro, Atlético Mineiro Cruzeiro Botafogo, Flamengo Fluminense Corinthians, Palmeiras, Ponte Preta, Santos, São Paulo Atlético Paranaense Coritiba Chapecoense Figueirense Grêmio Internacional |                   |
| Internacional     | Santa Cruz, Sport Vitória América Mineiro, Atlético Mineiro Cruzeiro Botafogo, Flamengo Fluminense Corinthians, Palmeiras, Ponte Preta, Santos, São Paulo Atlético Paranaense Coritiba Chapecoense Figueirense Grêmio Internacional | Santa Cruz, Sport Vitória América Mineiro, Atlético Mineiro Cruzeiro Botafogo, Flamengo Fluminense Corinthians, Palmeiras, Ponte Preta, Santos, São Paulo Atlético Paranaense Coritiba Chapecoense Figueirense Grêmio Internacional | Santa Cruz, Sport Vitória América Mineiro, Atlético Mineiro Cruzeiro Botafogo, Flamengo Fluminense Corinthians, Palmeiras, Ponte Preta, Santos, São Paulo Atlético Paranaense Coritiba Chapecoense Figueirense Grêmio Internacional | Santa Cruz, Sport Vitória América Mineiro, Atlético Mineiro Cruzeiro Botafogo, Flamengo Fluminense Corinthians, Palmeiras, Ponte Preta, Santos, São Paulo Atlético Paranaense Coritiba Chapecoense Figueirense Grêmio Internacional | Palmeiras         |
| Beira-Rio         | Santa Cruz, Sport Vitória América Mineiro, Atlético Mineiro Cruzeiro Botafogo, Flamengo Fluminense Corinthians, Palmeiras, Ponte Preta, Santos, São Paulo Atlético Paranaense Coritiba Chapecoense Figueirense Grêmio Internacional | Santa Cruz, Sport Vitória América Mineiro, Atlético Mineiro Cruzeiro Botafogo, Flamengo Fluminense Corinthians, Palmeiras, Ponte Preta, Santos, São Paulo Atlético Paranaense Coritiba Chapecoense Figueirense Grêmio Internacional | Santa Cruz, Sport Vitória América Mineiro, Atlético Mineiro Cruzeiro Botafogo, Flamengo Fluminense Corinthians, Palmeiras, Ponte Preta, Santos, São Paulo Atlético Paranaense Coritiba Chapecoense Figueirense Grêmio Internacional | Santa Cruz, Sport Vitória América Mineiro, Atlético Mineiro Cruzeiro Botafogo, Flamengo Fluminense Corinthians, Palmeiras, Ponte Preta, Santos, São Paulo Atlético Paranaense Coritiba Chapecoense Figueirense Grêmio Internacional | Allianz Parque    |
| Capacidad: 56 000 | Santa Cruz, Sport Vitória América Mineiro, Atlético Mineiro Cruzeiro Botafogo, Flamengo Fluminense Corinthians, Palmeiras, Ponte Preta, Santos, São Paulo Atlético Paranaense Coritiba Chapecoense Figueirense Grêmio Internacional | Santa Cruz, Sport Vitória América Mineiro, Atlético Mineiro Cruzeiro Botafogo, Flamengo Fluminense Corinthians, Palmeiras, Ponte Preta, Santos, São Paulo Atlético Paranaense Coritiba Chapecoense Figueirense Grêmio Internacional | Santa Cruz, Sport Vitória América Mineiro, Atlético Mineiro Cruzeiro Botafogo, Flamengo Fluminense Corinthians, Palmeiras, Ponte Preta, Santos, São Paulo Atlético Paranaense Coritiba Chapecoense Figueirense Grêmio Internacional | Santa Cruz, Sport Vitória América Mineiro, Atlético Mineiro Cruzeiro Botafogo, Flamengo Fluminense Corinthians, Palmeiras, Ponte Preta, Santos, São Paulo Atlético Paranaense Coritiba Chapecoense Figueirense Grêmio Internacional | Capacidad: 45 000 |
|                   | Santa Cruz, Sport Vitória América Mineiro, Atlético Mineiro Cruzeiro Botafogo, Flamengo Fluminense Corinthians, Palmeiras, Ponte Preta, Santos, São Paulo Atlético Paranaense Coritiba Chapecoense Figueirense Grêmio Internacional | Santa Cruz, Sport Vitória América Mineiro, Atlético Mineiro Cruzeiro Botafogo, Flamengo Fluminense Corinthians, Palmeiras, Ponte Preta, Santos, São Paulo Atlético Paranaense Coritiba Chapecoense Figueirense Grêmio Internacional | Santa Cruz, Sport Vitória América Mineiro, Atlético Mineiro Cruzeiro Botafogo, Flamengo Fluminense Corinthians, Palmeiras, Ponte Preta, Santos, São Paulo Atlético Paranaense Coritiba Chapecoense Figueirense Grêmio Internacional | Santa Cruz, Sport Vitória América Mineiro, Atlético Mineiro Cruzeiro Botafogo, Flamengo Fluminense Corinthians, Palmeiras, Ponte Preta, Santos, São Paulo Atlético Paranaense Coritiba Chapecoense Figueirense Grêmio Internacional |                   |
| Ponte Preta       | Santa Cruz | Santos | São Paulo | Sport | Vitória           |
| Moisés Lucarelli  | Estadio de Arruda | Vila Belmiro | Morumbi | Ilha do Retiro | Barradão          |
| Capacidad: 17 728 | Capacidad: 60 044 | Capacidad: 16 068 | Capacidad: 66 795 | Capacidad: 32 983 | Capacidad: 35 980 |
|                   | | | | |                   |

## Tabla de posiciones
| Pos. | Equipo              | Pts. | PJ | PG | PE | PP | GF | GC | Dif. |
| ---- | ------------------- | ---- | -- | -- | -- | -- | -- | -- | ---- |
| 1.º  | Palmeiras (C)       | 80   | 38 | 24 | 8  | 6  | 62 | 32 | 30   |
| 2.º  | Santos              | 71   | 38 | 22 | 5  | 11 | 59 | 35 | 24   |
| 3.º  | Flamengo            | 71   | 38 | 20 | 11 | 7  | 52 | 35 | 17   |
| 4.º  | Atlético Mineiro    | 62   | 38 | 17 | 11 | 10 | 61 | 53 | 8    |
| 5.º  | Botafogo            | 59   | 38 | 17 | 8  | 13 | 43 | 39 | 4    |
| 6.º  | Atlético Paranaense | 57   | 38 | 17 | 6  | 15 | 38 | 32 | 6    |
| 7.º  | Corinthians         | 55   | 38 | 15 | 10 | 13 | 48 | 42 | 6    |
| 8.º  | Ponte Preta         | 53   | 38 | 15 | 8  | 15 | 48 | 52 | −4   |
| 9.º  | Grêmio              | 53   | 38 | 14 | 11 | 13 | 41 | 44 | −3   |
| 10.º | São Paulo           | 52   | 38 | 14 | 10 | 14 | 44 | 36 | 8    |
| 11.º | Chapecoense         | 52   | 38 | 13 | 13 | 12 | 49 | 56 | −7   |
| 12.º | Cruzeiro            | 51   | 38 | 14 | 9  | 15 | 48 | 49 | −1   |
| 13.º | Fluminense          | 50   | 38 | 13 | 11 | 14 | 45 | 45 | 0    |
| 14.º | Sport Recife        | 47   | 38 | 13 | 8  | 17 | 49 | 55 | −6   |
| 15.º | Coritiba            | 46   | 38 | 11 | 13 | 14 | 41 | 42 | −1   |
| 16.º | Vitória             | 45   | 38 | 12 | 9  | 17 | 51 | 53 | −2   |
| 17.º | Internacional (D)   | 43   | 38 | 11 | 10 | 17 | 35 | 41 | −6   |
| 18.º | Figueirense (D)     | 37   | 38 | 8  | 13 | 17 | 30 | 50 | −20  |
| 19.º | Santa Cruz (D)      | 31   | 38 | 8  | 7  | 23 | 45 | 69 | −24  |
| 20.º | América Mineiro (D) | 28   | 38 | 7  | 7  | 24 | 23 | 58 | −35  |

|  | Campeón. Clasifica a la fase de grupos de la Copa Libertadores 2017. (C) |
|  | Clasifica a la fase de grupos de la Copa Libertadores 2017.              |
|  | Clasifica a la fase preclasificatoria de la Copa Libertadores 2017.      |
|  | Clasifica a la primera fase de la Copa Sudamericana 2017.                |
|  | Descendió a la Serie B 2017. (D)                                         |

|                                 |
| Bandera del estado de São Paulo |
| Campeón Palmeiras 9.º título    |

1. ↑  Campeón de la Copa de Brasil 2016.[3]
2. ↑  Campeón de la Copa Sudamericana 2016.[4]

### Evolución de las posiciones
| Jornada / Equipo | 1  | 2  | 3  | 4  | 5  | 6  | 7  | 8  | 9  | 10 | 11 | 12 | 13 | 14 | 15 | 16 | 17 | 18 | 19 | 20 | 21 | 22 | 23 | 24 | 25 | 26 | 27 | 28 | 29 | 30 | 31 | 32 | 33 | 34 | 35 | 36 | 37 | 38 |
| Jornada / Equipo |    |    |    |    |    |    |    |    |    |    |    |    |    |    |    |    |    |    |    |    |    |    |    |    |    |    |    |    |    |    |    |    |    |    |    |    |    |    |
| ---------------- | -- | -- | -- | -- | -- | -- | -- | -- | -- | -- | -- | -- | -- | -- | -- | -- | -- | -- | -- | -- | -- | -- | -- | -- | -- | -- | -- | -- | -- | -- | -- | -- | -- | -- | -- | -- | -- | -- |
| América M.       | 14 | 20 | 18 | 18 | 20 | 17 | 19 | 20 | 19 | 20 | 20 | 20 | 20 | 20 | 20 | 20 | 20 | 20 | 20 | 20 | 20 | 20 | 20 | 20 | 20 | 20 | 20 | 20 | 20 | 20 | 20 | 19 | 19 | 20 | 20 | 20 | 20 | 20 |
| Atl. Mineiro     | 3  | 4  | 14 | 11 | 12 | 14 | 17 | 18 | 14 | 12 | 8  | 7  | 9  | 10 | 8  | 7  | 6  | 5  | 2  | 4  | 2  | 3  | 3  | 3  | 3  | 3  | 3  | 3  | 3  | 3  | 3  | 3  | 4  | 4  | 4  | 4  | 4  | 4  |
| Atl. Paranaense  | 20 | 19 | 20 | 16 | 19 | 13 | 9  | 12 | 9  | 9  | 7  | 10 | 6  | 5  | 5  | 5  | 7  | 7  | 7  | 7  | 9  | 8  | 9  | 8  | 10 | 7  | 6  | 6  | 6  | 8  | 6  | 7  | 6  | 6  | 6  | 5  | 5  | 6  |
| Botafogo         | 15 | 17 | 8  | 13 | 16 | 20 | 20 | 16 | 18 | 19 | 17 | 18 | 16 | 14 | 15 | 17 | 14 | 15 | 17 | 13 | 13 | 13 | 10 | 9  | 11 | 9  | 10 | 8  | 7  | 5  | 5  | 5  | 5  | 5  | 5  | 6  | 6  | 5  |
| Chapecoense      | 8  | 2  | 5  | 9  | 6  | 7  | 10 | 11 | 7  | 8  | 11 | 9  | 11 | 13 | 13 | 10 | 11 | 10 | 11 | 10 | 10 | 10 | 11 | 11 | 9  | 10 | 11 | 11 | 11 | 11 | 11 | 12 | 11 | 10 | 10 | 9  | 9  | 11 |
| Corinthians      | 9  | 15 | 6  | 4  | 3  | 1  | 4  | 5  | 4  | 6  | 4  | 2  | 2  | 2  | 2  | 2  | 1  | 3  | 3  | 5  | 3  | 4  | 4  | 4  | 5  | 5  | 7  | 7  | 9  | 9  | 7  | 6  | 7  | 7  | 7  | 7  | 7  | 7  |
| Coritiba         | 4  | 9  | 9  | 14 | 17 | 19 | 16 | 15 | 16 | 17 | 19 | 16 | 17 | 16 | 19 | 15 | 17 | 19 | 15 | 16 | 14 | 16 | 13 | 15 | 14 | 13 | 14 | 12 | 13 | 13 | 15 | 14 | 15 | 15 | 14 | 14 | 14 | 15 |
| Cruzeiro         | 16 | 16 | 19 | 19 | 14 | 18 | 15 | 17 | 20 | 16 | 12 | 14 | 14 | 15 | 18 | 19 | 19 | 18 | 18 | 18 | 16 | 14 | 12 | 14 | 15 | 15 | 17 | 16 | 12 | 12 | 13 | 13 | 13 | 13 | 11 | 12 | 13 | 12 |
| Figueirense      | 10 | 14 | 16 | 17 | 11 | 15 | 12 | 13 | 12 | 11 | 14 | 15 | 16 | 17 | 16 | 18 | 15 | 16 | 16 | 17 | 18 | 18 | 17 | 17 | 17 | 17 | 16 | 17 | 18 | 18 | 18 | 18 | 18 | 18 | 18 | 18 | 18 | 18 |
| Flamengo         | 5  | 12 | 10 | 5  | 4  | 5  | 6  | 7  | 6  | 4  | 6  | 5  | 7  | 6  | 6  | 6  | 5  | 6  | 4  | 6  | 4  | 2  | 2  | 2  | 2  | 2  | 2  | 2  | 2  | 2  | 2  | 2  | 2  | 3  | 3  | 3  | 2  | 3  |
| Fluminense       | 6  | 3  | 12 | 7  | 8  | 8  | 11 | 9  | 11 | 13 | 9  | 12 | 12 | 11 | 10 | 12 | 9  | 9  | 10 | 9  | 7  | 9  | 8  | 7  | 7  | 6  | 5  | 5  | 5  | 6  | 9  | 9  | 9  | 9  | 9  | 11 | 12 | 13 |
| Grêmio           | 11 | 7  | 2  | 1  | 2  | 2  | 3  | 3  | 3  | 3  | 5  | 3  | 3  | 3  | 3  | 3  | 4  | 4  | 6  | 3  | 6  | 6  | 6  | 6  | 8  | 11 | 8  | 9  | 8  | 7  | 8  | 8  | 8  | 8  | 8  | 8  | 8  | 9  |
| Internacional    | 12 | 5  | 3  | 2  | 1  | 3  | 1  | 1  | 2  | 2  | 2  | 4  | 5  | 9  | 11 | 11 | 13 | 14 | 13 | 15 | 15 | 17 | 15 | 16 | 18 | 18 | 18 | 18 | 17 | 17 | 16 | 15 | 16 | 17 | 17 | 17 | 17 | 17 |
| Palmeiras        | 1  | 8  | 4  | 8  | 5  | 4  | 2  | 2  | 1  | 1  | 1  | 1  | 1  | 1  | 1  | 1  | 3  | 2  | 1  | 1  | 1  | 1  | 1  | 1  | 1  | 1  | 1  | 1  | 1  | 1  | 1  | 1  | 1  | 1  | 1  | 1  | 1  | 1  |
| Ponte Preta      | 13 | 6  | 15 | 15 | 10 | 12 | 8  | 8  | 10 | 10 | 13 | 11 | 8  | 7  | 7  | 8  | 8  | 8  | 8  | 8  | 8  | 7  | 7  | 10 | 6  | 8  | 9  | 10 | 10 | 10 | 10 | 10 | 10 | 11 | 12 | 10 | 10 | 8  |
| Santa Cruz       | 2  | 1  | 1  | 3  | 7  | 9  | 14 | 10 | 13 | 15 | 18 | 19 | 19 | 18 | 14 | 16 | 18 | 17 | 19 | 19 | 19 | 19 | 19 | 19 | 19 | 19 | 19 | 19 | 19 | 19 | 19 | 20 | 20 | 19 | 19 | 19 | 19 | 19 |
| Santos           | 17 | 10 | 7  | 12 | 15 | 11 | 5  | 4  | 8  | 5  | 3  | 6  | 4  | 4  | 4  | 4  | 2  | 1  | 5  | 2  | 5  | 5  | 5  | 5  | 4  | 4  | 4  | 4  | 4  | 4  | 4  | 4  | 3  | 2  | 2  | 2  | 3  | 2  |
| São Paulo        | 7  | 11 | 11 | 6  | 9  | 6  | 7  | 6  | 5  | 7  | 10 | 8  | 10 | 8  | 9  | 9  | 10 | 11 | 9  | 12 | 11 | 11 | 14 | 12 | 12 | 12 | 12 | 14 | 14 | 14 | 12 | 11 | 12 | 12 | 13 | 13 | 11 | 10 |
| Sport            | 18 | 18 | 17 | 20 | 18 | 16 | 18 | 19 | 17 | 18 | 16 | 17 | 18 | 19 | 17 | 14 | 12 | 12 | 12 | 11 | 12 | 12 | 16 | 13 | 13 | 14 | 13 | 15 | 16 | 16 | 14 | 16 | 14 | 14 | 15 | 15 | 16 | 14 |
| Vitória          | 19 | 13 | 13 | 10 | 13 | 10 | 13 | 14 | 15 | 14 | 15 | 13 | 13 | 12 | 12 | 13 | 16 | 13 | 14 | 14 | 17 | 15 | 18 | 18 | 16 | 16 | 15 | 13 | 15 | 15 | 17 | 17 | 17 | 16 | 16 | 16 | 15 | 16 |

## Resultados
- Los horarios corresponden al huso horario UTC-3 hasta el 18 de octubre y a partir del 19 de octubre al UTC-2 de América latina oriental.

### Primera rueda
| Flamengo         | 1 - 0 | Sport               | Raulino de Oliveira | 14 de mayo | 16:00 |
| Palmeiras        | 4 - 0 | Atlético Paranaense | Allianz Parque      | 14 de mayo | 16:00 |
| Atlético Mineiro | 1 - 0 | Santos              | Independência       | 14 de mayo | 18:30 |
| Coritiba         | 1 - 0 | Cruzeiro            | Couto Pereira       | 14 de mayo | 21:00 |
| Botafogo         | 0 - 1 | São Paulo           | Raulino de Oliveira | 15 de mayo | 11:00 |
| Santa Cruz       | 4 - 1 | Vitória             | Arruda              | 15 de mayo | 11:00 |
| Corinthians      | 0 - 0 | Grêmio              | Arena Corinthians   | 15 de mayo | 16:00 |
| América Mineiro  | 0 - 1 | Fluminense          | Independência       | 15 de mayo | 16:00 |
| Figueirense      | 0 - 0 | Ponte Preta         | Orlando Scarpelli   | 15 de mayo | 16:00 |
| Internacional    | 0 - 0 | Chapecoense         | Beira-Rio           | 15 de mayo | 18:30 |

| Ponte Preta         | 2 - 1 | Palmeiras        | Moisés Lucarelli    | 21 de mayo | 16:00 |
| Fluminense          | 2 - 2 | Santa Cruz       | Raulino de Oliveira | 21 de mayo | 18:30 |
| Cruzeiro            | 2 - 2 | Figueirense      | Mineirão            | 21 de mayo | 21:00 |
| Santos              | 2 - 1 | Coritiba         | Vila Belmiro        | 22 de mayo | 11:00 |
| Atlético Paranaense | 1 - 1 | Atlético Mineiro | Arena da Baixada    | 22 de mayo | 11:00 |
| Grêmio              | 1 - 0 | Flamengo         | Arena do Grêmio     | 22 de mayo | 16:00 |
| São Paulo           | 1 - 2 | Internacional    | Morumbi             | 22 de mayo | 16:00 |
| Vitória             | 3 - 2 | Corinthians      | Barradão            | 22 de mayo | 16:00 |
| Chapecoense         | 3 - 1 | América Mineiro  | Arena Condá         | 22 de mayo | 16:00 |
| Sport               | 1 - 1 | Botafogo         | Ilha do Retiro      | 22 de mayo | 18:30 |

| Botafogo         | 2 - 1 | Atlético Paranaense | Mario Helênio       | 25 de mayo | 19:30 |
| Figueirense      | 2 - 2 | Santos              | Orlando Scarpelli   | 25 de mayo | 19:30 |
| Flamengo         | 2 - 2 | Chapecoense         | Raulino de Oliveira | 25 de mayo | 21:00 |
| América Mineiro  | 1 - 1 | Vitória             | Independência       | 25 de mayo | 21:00 |
| Palmeiras        | 2 - 0 | Fluminense          | Allianz Parque      | 25 de mayo | 21:45 |
| Santa Cruz       | 4 - 1 | Cruzeiro            | Arruda              | 25 de mayo | 21:45 |
| Coritiba         | 1 - 1 | São Paulo           | Couto Pereira       | 25 de mayo | 21:45 |
| Corinthians      | 3 - 0 | Ponte Preta         | Arena Corinthians   | 26 de mayo | 11:00 |
| Internacional    | 1 - 0 | Sport               | Beira-Rio           | 26 de mayo | 16:00 |
| Atlético Mineiro | 0 - 3 | Grêmio              | Independência       | 26 de mayo | 21:00 |

| Cruzeiro            | 1 - 1 | América Mineiro  | Mineirão            | 28 de mayo | 16:00 |
| Atlético Paranaense | 2 - 1 | Figueirense      | Arena da Baixada    | 28 de mayo | 18:30 |
| Chapecoense         | 1 - 1 | Santa Cruz       | Arena Condá         | 28 de mayo | 21:00 |
| Ponte Preta         | 1 - 2 | Flamengo         | Moisés Lucarelli    | 29 de mayo | 11:00 |
| Sport               | 0 - 2 | Corinthians      | Ilha do Retiro      | 29 de mayo | 11:00 |
| São Paulo           | 1 - 0 | Palmeiras        | Morumbi             | 29 de mayo | 16:00 |
| Fluminense          | 1 - 0 | Botafogo         | Raulino de Oliveira | 29 de mayo | 16:00 |
| Vitória             | 1 - 1 | Atlético Mineiro | Arena Fonte Nova    | 29 de mayo | 16:00 |
| Grêmio              | 2 - 0 | Coritiba         | Arena do Grêmio     | 29 de mayo | 18:30 |
| Santos              | 0 - 1 | Internacional    | Vila Belmiro        | 29 de mayo | 18:30 |

| Internacional    | 1 - 0 | Atlético Paranaense | Beira-Rio           | 1 de junio | 19:30 |
| Santa Cruz       | 0 - 1 | Sport               | Arruda              | 1 de junio | 21:00 |
| Coritiba         | 3 - 4 | Chapecoense         | Durival de Britto   | 1 de junio | 21:00 |
| Corinthians      | 1 - 0 | Santos              | Arena Corinthians   | 1 de junio | 21:00 |
| Botafogo         | 0 - 1 | Cruzeiro            | Mané Garrincha      | 1 de junio | 21:45 |
| Atlético Mineiro | 1 - 1 | Fluminense          | Independência       | 1 de junio | 21:45 |
| Figueirense      | 1 - 0 | São Paulo           | Orlando Scarpelli   | 1 de junio | 21:45 |
| América Mineiro  | 1 - 2 | Ponte Preta         | Independência       | 2 de junio | 19:30 |
| Palmeiras        | 4 - 3 | Grêmio              | Pacaembú            | 2 de junio | 21:00 |
| Flamengo         | 1 - 0 | Vitória             | Raulino de Oliveira | 2 de junio | 21:00 |

| Atlético Paranaense | 1 - 0 | Santa Cruz       | Arena da Baixada  | 4 de junio | 16:00 |
| Corinthians         | 2 - 1 | Coritiba         | Arena Corinthians | 4 de junio | 20:30 |
| Chapecoense         | 0 - 0 | Fluminense       | Arena Condá       | 4 de junio | 20:30 |
| Santos              | 3 - 0 | Botafogo         | Pacaembú          | 5 de junio | 11:00 |
| América Mineiro     | 1 - 0 | Figueirense      | Independência     | 5 de junio | 11:00 |
| Flamengo            | 1 - 2 | Palmeiras        | Mané Garrincha    | 5 de junio | 16:00 |
| Vitória             | 1 - 0 | Internacional    | Barradão          | 5 de junio | 16:00 |
| Sport               | 4 - 4 | Atlético Mineiro | Ilha do Retiro    | 5 de junio | 16:00 |
| Grêmio              | 1 - 0 | Ponte Preta      | Arena do Grêmio   | 5 de junio | 16:00 |
| Cruzeiro            | 0 - 1 | São Paulo        | Mineirão          | 5 de junio | 18:30 |

| Internacional    | 3 - 1 | América Mineiro     | Beira-Rio           | 11 de junio | 16:00 |
| Ponte Preta      | 2 - 1 | Chapecoense         | Moisés Lucarelli    | 11 de junio | 16:00 |
| Fluminense       | 1 - 1 | Grêmio              | Raulino de Oliveira | 11 de junio | 18:30 |
| São Paulo        | 1 - 2 | Atlético Paranaense | Morumbi             | 11 de junio | 21:00 |
| Botafogo         | 1 - 1 | Vitória             | Raulino de Oliveira | 12 de junio | 11:00 |
| Coritiba         | 3 - 2 | Sport               | Couto Pereira       | 12 de junio | 11:00 |
| Palmeiras        | 1 - 0 | Corinthians         | Allianz Parque      | 12 de junio | 16:00 |
| Atlético Mineiro | 2 - 3 | Cruzeiro            | Independência       | 12 de junio | 16:00 |
| Figueirense      | 1 - 0 | Flamengo            | Orlando Scarpelli   | 12 de junio | 16:00 |
| Santa Cruz       | 0 - 2 | Santos              | Arruda              | 12 de junio | 19:00 |

| São Paulo     | 2 - 0 | Vitória             | Morumbi             | 15 de junio | 19:30 |
| Chapecoense   | 3 - 3 | Grêmio              | Arena Condá         | 15 de junio | 19:30 |
| Ponte Preta   | 3 - 2 | Atlético Paranaense | Moisés Lucarelli    | 15 de junio | 19:30 |
| Santos        | 2 - 0 | Sport               | Vila Belmiro        | 15 de junio | 21:00 |
| Botafogo      | 3 - 1 | América Mineiro     | Raulino de Oliveira | 15 de junio | 21:00 |
| Santa Cruz    | 1 - 0 | Figueirense         | Arruda              | 15 de junio | 21:00 |
| Cruzeiro      | 0 - 1 | Flamengo            | Mineirão            | 15 de junio | 21:45 |
| Coritiba      | 2 - 2 | Palmeiras           | Couto Pereira       | 15 de junio | 21:45 |
| Internacional | 2 - 0 | Atlético Mineiro    | Beira-Rio           | 16 de junio | 19:30 |
| Fluminense    | 1 - 0 | Corinthians         | Mané Garrincha      | 16 de junio | 20:00 |

| Palmeiras           | 3 - 1 | Santa Cruz    | Allianz Parque    | 18 de junio | 16:00 |
| Atlético Paranaense | 1 - 0 | Santos        | Arena da Baixada  | 18 de junio | 18:00 |
| América Mineiro     | 2 - 1 | Coritiba      | Independência     | 18 de junio | 21:00 |
| Atlético Mineiro    | 3 - 0 | Ponte Preta   | Independência     | 19 de junio | 11:00 |
| Vitória             | 1 - 2 | Chapecoense   | Barradão          | 19 de junio | 11:00 |
| Flamengo            | 2 - 2 | São Paulo     | Mané Garrincha    | 19 de junio | 16:00 |
| Corinthians         | 3 - 1 | Botafogo      | Arena Corinthians | 19 de junio | 16:00 |
| Sport               | 2 - 1 | Fluminense    | Ilha do Retiro    | 19 de junio | 16:00 |
| Figueirense         | 3 - 2 | Internacional | Orlando Scarpelli | 19 de junio | 16:00 |
| Grêmio              | 2 - 0 | Cruzeiro      | Arena do Grêmio   | 19 de junio | 19:00 |

| Palmeiras        | 2 - 0 | América Mineiro     | Allianz Parque   | 21 de junio | 21:30 |
| Chapecoense      | 0 - 0 | Atlético Paranaense | Arena Condá      | 22 de junio | 19:30 |
| Ponte Preta      | 0 - 4 | Cruzeiro            | Moisés Lucarelli | 22 de junio | 19:30 |
| Santa Cruz       | 0 - 1 | Flamengo            | Arruda           | 22 de junio | 21:00 |
| Botafogo         | 0 - 0 | Figueirense         | Mario Helênio    | 22 de junio | 21:00 |
| Fluminense       | 2 - 4 | Santos              | Kléber Andrade   | 22 de junio | 21:45 |
| Atlético Mineiro | 2 - 1 | Corinthians         | Mineirão         | 22 de junio | 21:45 |
| Grêmio           | 1 - 2 | Vitória             | Arena do Grêmio  | 23 de junio | 19:15 |
| São Paulo        | 0 - 0 | Sport               | Morumbi          | 23 de junio | 21:00 |
| Coritiba         | 1 - 1 | Internacional       | Couto Pereira    | 23 de junio | 21:30 |

| Cruzeiro            | 2 - 1 | Palmeiras        | Mineirão          | 25 de junio | 19:00 |
| Corinthians         | 2 - 1 | Santa Cruz       | Arena Corinthians | 25 de junio | 21:00 |
| América Mineiro     | 0 - 1 | Atlético Mineiro | Independência     | 26 de junio | 11:00 |
| Flamengo            | 1 - 2 | Fluminense       | Arena das Dunas   | 26 de junio | 16:00 |
| Santos              | 3 - 0 | São Paulo        | Pacaembú          | 26 de junio | 16:00 |
| Internacional       | 2 - 3 | Botafogo         | Beira-Rio         | 26 de junio | 16:00 |
| Atlético Paranaense | 2 - 0 | Grêmio           | Arena da Baixada  | 26 de junio | 16:00 |
| Vitória             | 1 - 1 | Ponte Preta      | Barradão          | 26 de junio | 16:00 |
| Figueirense         | 0 - 0 | Coritiba         | Orlando Scarpelli | 26 de junio | 18:30 |
| Sport               | 5 - 1 | Chapecoense      | Ilha do Retiro    | 26 de junio | 18:30 |

| Grêmio           | 3 - 2 | Santos              | Arena do Grêmio | 29 de junio | 19:30 |
| Flamengo         | 1 - 0 | Internacional       | Kléber Andrade  | 29 de junio | 19:30 |
| Vitória          | 3 - 2 | Sport               | Barradão        | 29 de junio | 19:30 |
| Coritiba         | 1 - 0 | Atlético Paranaense | Couto Pereira   | 29 de junio | 21:00 |
| Chapecoense      | 3 - 2 | Cruzeiro            | Arena Condá     | 29 de junio | 21:00 |
| São Paulo        | 2 - 1 | Fluminense          | Morumbi         | 29 de junio | 21:45 |
| América Mineiro  | 0 - 2 | Corinthians         | Independência   | 29 de junio | 21:45 |
| Palmeiras        | 4 - 0 | Figueirense         | Allianz Parque  | 30 de junio | 19:30 |
| Santa Cruz       | 0 - 3 | Ponte Preta         | Arruda          | 30 de junio | 19:30 |
| Atlético Mineiro | 5 - 3 | Botafogo            | Mineirão        | 30 de junio | 21:00 |

| Fluminense          | 0 - 0 | Coritiba         | Raulino de Oliveira | 2 de julio | 16:00 |
| Atlético Paranaense | 1 - 0 | América Mineiro  | Arena da Baixada    | 2 de julio | 18:30 |
| Internacional       | 0 - 1 | Grêmio           | Beira-Rio           | 3 de julio | 11:00 |
| Cruzeiro            | 2 - 2 | Vitória          | Mineirão            | 3 de julio | 11:00 |
| Corinthians         | 4 - 0 | Flamengo         | Arena Corinthians   | 3 de julio | 16:00 |
| Botafogo            | 2 - 1 | Santa Cruz       | Mario Helênio       | 3 de julio | 16:00 |
| Ponte Preta         | 1 - 0 | São Paulo        | Moisés Lucarelli    | 3 de julio | 16:00 |
| Santos              | 3 - 0 | Chapecoense      | Vila Belmiro        | 3 de julio | 16:00 |
| Figueirense         | 1 - 1 | Atlético Mineiro | Orlando Scarpelli   | 3 de julio | 19:00 |
| Sport               | 1 - 3 | Palmeiras        | Ilha do Retiro      | 4 de julio | 20:00 |

| Coritiba    | 0 - 0 | Botafogo            | Couto Pereira    | 9 de julio  | 16:30 |
| Chapecoense | 0 - 2 | Corinthians         | Arena Condá      | 9 de julio  | 16:30 |
| Ponte Preta | 2 - 1 | Sport               | Moisés Lucarelli | 9 de julio  | 21:00 |
| Flamengo    | 2 - 0 | Atlético Mineiro    | Mané Garrincha   | 10 de julio | 11:00 |
| Grêmio      | 2 - 1 | Figueirense         | Arena do Grêmio  | 10 de julio | 11:00 |
| Santa Cruz  | 1 - 0 | Internacional       | Arruda           | 10 de julio | 16:00 |
| São Paulo   | 3 - 0 | América Mineiro     | Morumbi          | 10 de julio | 16:00 |
| Vitória     | 0 - 0 | Fluminense          | Barradão         | 10 de julio | 19:30 |
| Cruzeiro    | 0 - 3 | Atlético Paranaense | Mineirão         | 11 de julio | 20:00 |
| Palmeiras   | 1 - 1 | Santos              | Allianz Parque   | 12 de julio | 20:30 |

| Botafogo            | 3 - 3 | Flamengo    | Arena Botafogo    | 16 de julio | 16:00 |
| Santos              | 3 - 1 | Ponte Preta | Vila Belmiro      | 16 de julio | 18:30 |
| América Mineiro     | 0 - 3 | Santa Cruz  | Independência     | 17 de julio | 11:00 |
| Corinthians         | 1 - 1 | São Paulo   | Arena Corinthians | 17 de julio | 16:00 |
| Internacional       | 0 - 1 | Palmeiras   | Beira-Rio         | 17 de julio | 16:00 |
| Fluminense          | 2 - 0 | Cruzeiro    | Giulite Coutinho  | 17 de julio | 16:00 |
| Atlético Paranaense | 1 - 1 | Vitória     | Arena da Baixada  | 17 de julio | 16:00 |
| Figueirense         | 1 - 1 | Chapecoense | Orlando Scarpelli | 17 de julio | 16:00 |
| Sport               | 4 - 2 | Grêmio      | Ilha do Retiro    | 17 de julio | 18:30 |
| Atlético Mineiro    | 2 - 1 | Coritiba    | Independência     | 18 de julio | 20:00 |

| Corinthians         | 1 - 1 | Figueirense      | Arena Corinthians | 23 de julio | 16:00 |
| Santa Cruz          | 0 - 1 | Coritiba         | Arruda            | 23 de julio | 18:30 |
| Palmeiras           | 0 - 1 | Atlético Mineiro | Allianz Parque    | 24 de julio | 11:00 |
| Ponte Preta         | 2 - 2 | Internacional    | Moisés Lucarelli  | 24 de julio | 11:00 |
| Grêmio              | 1 - 0 | São Paulo        | Arena do Grêmio   | 24 de julio | 16:00 |
| Atlético Paranaense | 1 - 0 | Fluminense       | Arena da Baixada  | 24 de julio | 16:00 |
| Cruzeiro            | 1 - 2 | Sport            | Mineirão          | 24 de julio | 16:00 |
| Chapecoense         | 2 - 1 | Botafogo         | Arena Condá       | 24 de julio | 16:00 |
| Vitória             | 2 - 3 | Santos           | Barradão          | 24 de julio | 18:30 |
| Flamengo            | 2 - 1 | América Mineiro  | Kléber Andrade    | 25 de julio | 20:00 |

| Figueirense      | 1 - 0 | Vitória             | Orlando Scarpelli | 30 de julio | 18:30 |
| Sport            | 2 - 0 | Atlético Paranaense | Ilha do Retiro    | 30 de julio | 18:30 |
| Atlético Mineiro | 3 - 0 | Santa Cruz          | Independência     | 30 de julio | 21:00 |
| Fluminense       | 3 - 0 | Ponte Preta         | Giulite Coutinho  | 31 de julio | 11:00 |
| São Paulo        | 2 - 2 | Chapecoense         | Morumbi           | 31 de julio | 11:00 |
| Santos           | 2 - 0 | Cruzeiro            | Vila Belmiro      | 31 de julio | 16:00 |
| Internacional    | 0 - 1 | Corinthians         | Beira-Rio         | 31 de julio | 16:00 |
| Coritiba         | 0 - 2 | Flamengo            | Couto Pereira     | 31 de julio | 16:00 |
| Botafogo         | 3 - 1 | Palmeiras           | Arena Botafogo    | 31 de julio | 18:30 |
| América Mineiro  | 0 - 0 | Grêmio              | Independência     | 31 de julio | 18:30 |

| Vitória             | 3 - 1 | Coritiba         | Joia da Princesa | 3 de agosto     | 19:30 |
| Sport               | 1 - 1 | América Mineiro  | Ilha do Retiro   | 3 de agosto     | 19:30 |
| Santos              | 0 - 0 | Flamengo         | Arena Pantanal   | 3 de agosto     | 21:45 |
| Atlético Paranaense | 2 - 0 | Corinthians      | Arena da Baixada | 3 de agosto     | 21:45 |
| Ponte Preta         | 2 - 0 | Botafogo         | Moisés Lucarelli | 4 de agosto     | 19:15 |
| São Paulo           | 1 - 2 | Atlético Mineiro | Morumbi          | 4 de agosto     | 19:30 |
| Grêmio              | 0 - 0 | Santa Cruz       | Arena do Grêmio  | 4 de agosto     | 19:30 |
| Cruzeiro            | 4 - 2 | Internacional    | Independência    | 4 de agosto     | 21:00 |
| Chapecoense         | 1 - 1 | Palmeiras        | Arena Condá      | 4 de agosto     | 21:30 |
| Fluminense          | 3 - 2 | Figueirense      | Giulite Coutinho | 3 de septiembre | 16:00 |

| Flamengo         | 1 - 0 | Atlético Paranaense | Kléber Andrade    | 6 de agosto     | 18:30 |
| América Mineiro  | 1 - 0 | Santos              | Independência     | 7 de agosto     | 11:00 |
| Palmeiras        | 2 - 1 | Vitória             | Allianz Parque    | 7 de agosto     | 16:00 |
| Coritiba         | 3 - 1 | Ponte Preta         | Couto Pereira     | 7 de agosto     | 16:00 |
| Internacional    | 2 - 2 | Fluminense          | Beira-Rio         | 7 de agosto     | 16:15 |
| Santa Cruz       | 1 - 2 | São Paulo           | Arruda            | 7 de agosto     | 16:15 |
| Figueirense      | 1 - 1 | Sport               | Orlando Scarpelli | 7 de agosto     | 18:30 |
| Atlético Mineiro | 3 - 1 | Chapecoense         | Independência     | 8 de agosto     | 20:00 |
| Corinthians      | 1 - 1 | Cruzeiro            | Pacaembú          | 8 de agosto     | 21:00 |
| Botafogo         | 2 - 1 | Grêmio              | Arena Botafogo    | 4 de septiembre | 18:30 |

### Segunda rueda
| Sport               | 1 - 0 | Flamengo         | Arena Pernambuco | 13 de agosto | 16:00 |
| Ponte Preta         | 2 - 0 | Figueirense      | Moisés Lucarelli | 13 de agosto | 18:30 |
| Grêmio              | 3 - 0 | Corinthians      | Arena do Grêmio  | 14 de agosto | 11:00 |
| Fluminense          | 1 - 0 | América Mineiro  | Kléber Andrade   | 14 de agosto | 11:00 |
| Santos              | 3 - 0 | Atlético Mineiro | Vila Belmiro     | 14 de agosto | 16:00 |
| Cruzeiro            | 2 - 2 | Coritiba         | Independência    | 14 de agosto | 16:00 |
| Vitória             | 2 - 2 | Santa Cruz       | Barradão         | 14 de agosto | 16:00 |
| São Paulo           | 0 - 1 | Botafogo         | Morumbi          | 14 de agosto | 16:15 |
| Atlético Paranaense | 0 - 1 | Palmeiras        | Arena da Baixada | 14 de agosto | 18:30 |
| Chapecoense         | 1 - 0 | Internacional    | Arena Condá      | 15 de agosto | 20:00 |

| América Mineiro  | 1 - 2 | Chapecoense         | Independência     | 19 de agosto | 21:30 |
| Botafogo         | 3 - 0 | Sport               | Mario Helênio     | 20 de agosto | 21:00 |
| Flamengo         | 2 - 1 | Grêmio              | Mané Garrincha    | 21 de agosto | 11:00 |
| Atlético Mineiro | 1 - 0 | Atlético Paranaense | Independência     | 21 de agosto | 11:00 |
| Internacional    | 1 - 1 | São Paulo           | Beira-Rio         | 21 de agosto | 16:00 |
| Santa Cruz       | 0 - 1 | Fluminense          | Arruda            | 21 de agosto | 16:00 |
| Palmeiras        | 2 - 2 | Ponte Preta         | Allianz Parque    | 21 de agosto | 16:00 |
| Coritiba         | 2 - 1 | Santos              | Couto Pereira     | 21 de agosto | 18:00 |
| Figueirense      | 1 - 2 | Cruzeiro            | Orlando Scarpelli | 21 de agosto | 18:30 |
| Corinthians      | 2 - 1 | Vitória             | Arena Corinthians | 22 de agosto | 20:00 |

| Ponte Preta         | 2 - 0 | Corinthians      | Moisés Lucarelli | 27 de agosto | 16:00 |
| Santos              | 0 - 1 | Figueirense      | Vila Belmiro     | 28 de agosto | 11:00 |
| Cruzeiro            | 2 - 0 | Santa Cruz       | Mineirão         | 28 de agosto | 11:00 |
| Grêmio              | 1 - 1 | Atlético Mineiro | Arena do Grêmio  | 28 de agosto | 16:00 |
| Fluminense          | 0 - 2 | Palmeiras        | Mané Garrincha   | 28 de agosto | 16:00 |
| São Paulo           | 0 - 0 | Coritiba         | Morumbi          | 28 de agosto | 16:00 |
| Chapecoense         | 1 - 3 | Flamengo         | Arena Condá      | 28 de agosto | 16:00 |
| Sport               | 1 - 1 | Internacional    | Arena Pernambuco | 28 de agosto | 18:30 |
| Vitória             | 2 - 1 | América Mineiro  | Arena Fonte Nova | 28 de agosto | 18:30 |
| Atlético Paranaense | 1 - 0 | Botafogo         | Arena da Baixada | 29 de agosto | 20:00 |

| Botafogo         | 1 - 0 | Fluminense          | Arena Botafogo    | 7 de septiembre | 16:00 |
| Figueirense      | 1 - 0 | Atlético Paranaense | Orlando Scarpelli | 7 de septiembre | 16:00 |
| Santa Cruz       | 2 - 2 | Chapecoense         | Arena Pernambuco  | 7 de septiembre | 16:00 |
| Atlético Mineiro | 2 - 1 | Vitória             | Independência     | 7 de septiembre | 19:30 |
| Palmeiras        | 2 - 1 | São Paulo           | Allianz Parque    | 7 de septiembre | 21:45 |
| Coritiba         | 4 - 0 | Grêmio              | Couto Pereira     | 7 de septiembre | 21:45 |
| Flamengo         | 2 - 1 | Ponte Preta         | Kléber Andrade    | 7 de septiembre | 21:45 |
| Corinthians      | 3 - 0 | Sport               | Arena Corinthians | 8 de septiembre | 19:30 |
| Internacional    | 2 - 1 | Santos              | Beira-Rio         | 8 de septiembre | 21:00 |
| América Mineiro  | 0 - 2 | Cruzeiro            | Independência     | 8 de septiembre | 21:00 |

| Vitória             | 1 - 2 | Flamengo         | Barradão         | 10 de septiembre | 18:30 |
| São Paulo           | 3 - 1 | Figueirense      | Morumbi          | 11 de septiembre | 11:00 |
| Chapecoense         | 1 - 0 | Coritiba         | Arena Condá      | 11 de septiembre | 11:00 |
| Santos              | 2 - 1 | Corinthians      | Vila Belmiro     | 11 de septiembre | 16:00 |
| Cruzeiro            | 0 - 2 | Botafogo         | Mineirão         | 11 de septiembre | 16:00 |
| Sport               | 5 - 3 | Santa Cruz       | Ilha do Retiro   | 11 de septiembre | 16:00 |
| Atlético Paranaense | 2 - 1 | Internacional    | Arena da Baixada | 11 de septiembre | 16:00 |
| Grêmio              | 0 - 0 | Palmeiras        | Arena do Grêmio  | 11 de septiembre | 18:30 |
| Ponte Preta         | 1 - 1 | América Mineiro  | Moisés Lucarelli | 11 de septiembre | 18:30 |
| Fluminense          | 4 - 2 | Atlético Mineiro | Giulite Coutinho | 12 de septiembre | 20:00 |

| Botafogo         | 0 - 1 | Santos              | Arena Botafogo    | 14 de septiembre | 19:30 |
| Figueirense      | 2 - 2 | América Mineiro     | Orlando Scarpelli | 14 de septiembre | 19:30 |
| Ponte Preta      | 3 - 0 | Grêmio              | Moisés Lucarelli  | 14 de septiembre | 21:00 |
| Santa Cruz       | 1 - 0 | Atlético Paranaense | Arruda            | 14 de septiembre | 21:00 |
| Palmeiras        | 1 - 1 | Flamengo            | Allianz Parque    | 14 de septiembre | 21:45 |
| Coritiba         | 1 - 1 | Corinthians         | Couto Pereira     | 14 de septiembre | 21:45 |
| Atlético Mineiro | 1 - 0 | Sport               | Independência     | 15 de septiembre | 19:30 |
| Fluminense       | 1 - 2 | Chapecoense         | Giulite Coutinho  | 15 de septiembre | 19:30 |
| São Paulo        | 1 - 0 | Cruzeiro            | Morumbi           | 15 de septiembre | 21:00 |
| Internacional    | 0 - 1 | Vitória             | Beira-Rio         | 15 de septiembre | 21:00 |

| Corinthians         | 0 - 2 | Palmeiras        | Arena Corinthians | 17 de septiembre | 16:00 |
| Flamengo            | 2 - 0 | Figueirense      | Pacaembú          | 18 de septiembre | 11:00 |
| Cruzeiro            | 1 - 1 | Atlético Mineiro | Mineirão          | 18 de septiembre | 16:00 |
| Grêmio              | 0 - 1 | Fluminense       | Arena do Grêmio   | 18 de septiembre | 16:00 |
| Atlético Paranaense | 1 - 0 | São Paulo        | Arena da Baixada  | 18 de septiembre | 16:00 |
| Sport               | 0 - 1 | Coritiba         | Ilha do Retiro    | 18 de septiembre | 16:00 |
| Chapecoense         | 2 - 2 | Ponte Preta      | Arena Condá       | 18 de septiembre | 16:00 |
| Santos              | 3 - 2 | Santa Cruz       | Pacaembú          | 18 de septiembre | 18:30 |
| Vitória             | 0 - 1 | Botafogo         | Barradão          | 18 de septiembre | 18:30 |
| América Mineiro     | 1 - 0 | Internacional    | Independência     | 19 de septiembre | 20:00 |

| Palmeiras           | 2 - 1 | Coritiba      | Allianz Parque    | 24 de septiembre | 16:00 |
| Sport               | 1 - 0 | Santos        | Ilha do Retiro    | 24 de septiembre | 18:30 |
| América Mineiro     | 1 - 0 | Botafogo      | Independência     | 24 de septiembre | 21:00 |
| Atlético Paranaense | 3 - 0 | Ponte Preta   | Arena da Baixada  | 25 de septiembre | 11:00 |
| Figueirense         | 3 - 1 | Santa Cruz    | Orlando Scarpelli | 25 de septiembre | 11:00 |
| Flamengo            | 2 - 1 | Cruzeiro      | Kléber Andrade    | 25 de septiembre | 16:00 |
| Corinthians         | 0 - 1 | Fluminense    | Arena Corinthians | 25 de septiembre | 16:00 |
| Vitória             | 2 - 0 | São Paulo     | Barradão          | 25 de septiembre | 16:00 |
| Grêmio              | 1 - 0 | Chapecoense   | Arena do Grêmio   | 25 de septiembre | 16:00 |
| Atlético Mineiro    | 3 - 1 | Internacional | Independência     | 25 de septiembre | 18:30 |

| Fluminense    | 3 - 1 | Sport               | Giulite Coutinho | 1 de octubre | 11:00 |
| São Paulo     | 0 - 0 | Flamengo            | Morumbi          | 1 de octubre | 16:00 |
| Santos        | 2 - 0 | Atlético Paranaense | Vila Belmiro     | 1 de octubre | 16:00 |
| Chapecoense   | 1 - 4 | Vitória             | Arena Condá      | 1 de octubre | 16:00 |
| Botafogo      | 2 - 0 | Corinthians         | Arena Botafogo   | 1 de octubre | 16:30 |
| Ponte Preta   | 1 - 2 | Atlético Mineiro    | Moisés Lucarelli | 1 de octubre | 16:30 |
| Cruzeiro      | 1 - 0 | Grêmio              | Mineirão         | 1 de octubre | 18:30 |
| Internacional | 1 - 0 | Figueirense         | Beira-Rio        | 1 de octubre | 21:00 |
| Santa Cruz    | 2 - 3 | Palmeiras           | Arruda           | 3 de octubre | 20:00 |
| Coritiba      | 3 - 0 | América Mineiro     | Couto Pereira    | 3 de octubre | 21:00 |

| Vitória             | 0 - 1 | Grêmio           | Arena Fonte Nova  | 5 de octubre | 19:30 |
| Atlético Paranaense | 3 - 1 | Chapecoense      | Arena da Baixada  | 5 de octubre | 19:30 |
| Corinthians         | 0 - 0 | Atlético Mineiro | Arena Corinthians | 5 de octubre | 21:00 |
| Santos              | 2 - 1 | Fluminense       | Vila Belmiro      | 5 de octubre | 21:00 |
| Sport               | 1 - 1 | São Paulo        | Ilha do Retiro    | 5 de octubre | 21:45 |
| Internacional       | 1 - 0 | Coritiba         | Beira-Rio         | 6 de octubre | 19:30 |
| Cruzeiro            | 2 - 0 | Ponte Preta      | Mineirão          | 8 de octubre | 21:00 |
| Flamengo            | 3 - 0 | Santa Cruz       | Pacaembú          | 9 de octubre | 17:00 |
| Figueirense         | 0 - 1 | Botafogo         | Orlando Scarpelli | 9 de octubre | 17:00 |
| América Mineiro     | 0 - 2 | Palmeiras        | Café              | 9 de octubre | 17:00 |

| Chapecoense      | 3 - 0 | Sport               | Arena Condá         | 12 de octubre | 11:00 |
| Coritiba         | 0 - 0 | Figueirense         | Couto Pereira       | 12 de octubre | 19:30 |
| Botafogo         | 1 - 0 | Internacional       | Arena Botafogo      | 12 de octubre | 21:45 |
| Santa Cruz       | 2 - 4 | Corinthians         | Arena Pantanal      | 12 de octubre | 21:45 |
| Palmeiras        | 0 - 0 | Cruzeiro            | Fonte Luminosa      | 13 de octubre | 19:30 |
| Atlético Mineiro | 3 - 0 | América Mineiro     | Mineirão            | 13 de octubre | 19:30 |
| Ponte Preta      | 2 - 0 | Vitória             | Moisés Lucarelli    | 13 de octubre | 19:30 |
| São Paulo        | 0 - 1 | Santos              | Pacaembú            | 13 de octubre | 21:00 |
| Fluminense       | 1 - 2 | Flamengo            | Raulino de Oliveira | 13 de octubre | 21:00 |
| Grêmio           | 1 - 0 | Atlético Paranaense | Arena do Grêmio     | 13 de octubre | 21:00 |

| Botafogo            | 3 - 2 | Atlético Mineiro | Arena Botafogo    | 16 de octubre | 17:00 |
| Internacional       | 2 - 1 | Flamengo         | Beira-Rio         | 16 de octubre | 17:00 |
| Figueirense         | 1 - 2 | Palmeiras        | Orlando Scarpelli | 16 de octubre | 17:00 |
| Cruzeiro            | 0 - 0 | Chapecoense      | Mineirão          | 16 de octubre | 17:00 |
| Atlético Paranaense | 2 - 0 | Coritiba         | Durival de Britto | 16 de octubre | 17:00 |
| Corinthians         | 2 - 0 | América Mineiro  | Arena Corinthians | 16 de octubre | 18:30 |
| Ponte Preta         | 3 - 0 | Santa Cruz       | Moisés Lucarelli  | 16 de octubre | 18:30 |
| Santos              | 1 - 1 | Grêmio           | Vila Belmiro      | 16 de octubre | 19:30 |
| Sport               | 1 - 0 | Vitória          | Ilha do Retiro    | 16 de octubre | 19:30 |
| Fluminense          | 1 - 2 | São Paulo        | Giulite Coutinho  | 17 de octubre | 20:00 |

| Santa Cruz       | 0 - 1 | Botafogo            | Arruda          | 19 de octubre | 21:45 |
| São Paulo        | 2 - 0 | Ponte Preta         | Morumbi         | 22 de octubre | 17:00 |
| Flamengo         | 2 - 2 | Corinthians         | Maracaná        | 23 de octubre | 17:00 |
| Vitória          | 0 - 1 | Cruzeiro            | Barradão        | 23 de octubre | 17:00 |
| Palmeiras        | 2 - 1 | Sport               | Allianz Parque  | 23 de octubre | 17:00 |
| Grêmio           | 0 - 0 | Internacional       | Arena do Grêmio | 23 de octubre | 17:00 |
| Coritiba         | 1 - 1 | Fluminense          | Couto Pereira   | 23 de octubre | 18:30 |
| Atlético Mineiro | 3 - 0 | Figueirense         | Independência   | 23 de octubre | 19:30 |
| Chapecoense      | 0 - 1 | Santos              | Arena Condá     | 23 de octubre | 19:30 |
| América Mineiro  | 1 - 0 | Atlético Paranaense | Independência   | 24 de octubre | 20:00 |

| Sport               | 1 - 0 | Ponte Preta | Ilha do Retiro    | 27 de octubre | 20:30 |
| Fluminense          | 2 - 2 | Vitória     | Maracaná          | 28 de octubre | 19:30 |
| Atlético Mineiro    | 2 - 2 | Flamengo    | Independência     | 29 de octubre | 16:30 |
| Corinthians         | 1 - 1 | Chapecoense | Arena Corinthians | 29 de octubre | 16:30 |
| Atlético Paranaense | 1 - 0 | Cruzeiro    | Arena da Baixada  | 29 de octubre | 16:30 |
| Botafogo            | 0 - 0 | Coritiba    | Arena Botafogo    | 29 de octubre | 18:30 |
| Internacional       | 1 - 1 | Santa Cruz  | Beira-Rio         | 29 de octubre | 18:30 |
| Santos              | 1 - 0 | Palmeiras   | Vila Belmiro      | 29 de octubre | 19:30 |
| Figueirense         | 0 - 0 | Grêmio      | Orlando Scarpelli | 29 de octubre | 19:30 |
| América Mineiro     | 1 - 0 | São Paulo   | Independência     | 31 de octubre | 20:00 |

| Flamengo    | 0 - 0 | Botafogo            | Maracaná         | 5 de noviembre | 17:00 |
| São Paulo   | 4 - 0 | Corinthians         | Morumbi          | 5 de noviembre | 19:30 |
| Ponte Preta | 1 - 2 | Santos              | Moisés Lucarelli | 6 de noviembre | 11:00 |
| Palmeiras   | 1 - 0 | Internacional       | Allianz Parque   | 6 de noviembre | 17:00 |
| Cruzeiro    | 4 - 2 | Fluminense          | Mineirão         | 6 de noviembre | 17:00 |
| Vitória     | 3 - 2 | Atlético Paranaense | Barradão         | 6 de noviembre | 17:00 |
| Santa Cruz  | 1 - 0 | América Mineiro     | Arruda           | 6 de noviembre | 17:00 |
| Coritiba    | 2 - 0 | Atlético Mineiro    | Couto Pereira    | 6 de noviembre | 19:30 |
| Chapecoense | 1 - 0 | Figueirense         | Arena Condá      | 6 de noviembre | 19:30 |
| Grêmio      | 0 - 3 | Sport               | Arena do Grêmio  | 7 de noviembre | 20:00 |

| Fluminense       | 1 - 1 | Atlético Paranaense | Maracaná          | 15 de noviembre | 17:00 |
| Botafogo         | 0 - 2 | Chapecoense         | Arena Botafogo    | 16 de noviembre | 19:30 |
| Coritiba         | 1 - 0 | Santa Cruz          | Couto Pereira     | 16 de noviembre | 21:00 |
| Figueirense      | 1 - 1 | Corinthians         | Orlando Scarpelli | 16 de noviembre | 21:45 |
| América Mineiro  | 0 - 1 | Flamengo            | Mineirão          | 16 de noviembre | 21:45 |
| Sport            | 0 - 1 | Cruzeiro            | Ilha do Retiro    | 16 de noviembre | 21:45 |
| São Paulo        | 1 - 1 | Grêmio              | Morumbi           | 17 de noviembre | 19:30 |
| Santos           | 3 - 2 | Vitória             | Vila Belmiro      | 17 de noviembre | 19:30 |
| Atlético Mineiro | 1 - 1 | Palmeiras           | Independência     | 17 de noviembre | 21:00 |
| Internacional    | 1 - 1 | Ponte Preta         | Beira-Rio         | 17 de noviembre | 21:00 |

| Palmeiras           | 1 - 0 | Botafogo         | Allianz Parque    | 20 de noviembre | 17:00 |
| Cruzeiro            | 2 - 2 | Santos           | Mineirão          | 20 de noviembre | 17:00 |
| Grêmio              | 3 - 0 | América Mineiro  | Arena do Grêmio   | 20 de noviembre | 17:00 |
| Ponte Preta         | 1 - 0 | Fluminense       | Moisés Lucarelli  | 20 de noviembre | 17:00 |
| Atlético Paranaense | 2 - 0 | Sport            | Arena da Baixada  | 20 de noviembre | 17:00 |
| Vitória             | 4 - 0 | Figueirense      | Barradão          | 20 de noviembre | 17:00 |
| Flamengo            | 2 - 2 | Coritiba         | Maracaná          | 20 de noviembre | 19:30 |
| Chapecoense         | 2 - 0 | São Paulo        | Arena Condá       | 20 de noviembre | 19:30 |
| Santa Cruz          | 3 - 3 | Atlético Mineiro | Arruda            | 20 de noviembre | 19:30 |
| Corinthians         | 1 - 0 | Internacional    | Arena Corinthians | 21 de noviembre | 20:00 |

| Botafogo         | 1 - 1 | Ponte Preta         | Arena Botafogo    | 26 de noviembre | 20:00 |
| América Mineiro  | 2 - 2 | Sport               | Independência     | 26 de noviembre | 20:00 |
| Corinthians      | 0 - 0 | Atlético Paranaense | Arena Corinthians | 26 de noviembre | 21:00 |
| Flamengo         | 2 - 0 | Santos              | Maracaná          | 27 de noviembre | 17:00 |
| Atlético Mineiro | 1 - 2 | São Paulo           | Independência     | 27 de noviembre | 17:00 |
| Internacional    | 1 - 0 | Cruzeiro            | Beira-Rio         | 27 de noviembre | 17:00 |
| Palmeiras        | 1 - 0 | Chapecoense         | Allianz Parque    | 27 de noviembre | 17:00 |
| Figueirense      | 1 - 0 | Fluminense          | Orlando Scarpelli | 27 de noviembre | 19:30 |
| Santa Cruz       | 5 - 1 | Grêmio              | Arruda            | 27 de noviembre | 19:30 |
| Coritiba         | 0 - 1 | Vitória             | Couto Pereira     | 28 de noviembre | 20:00 |

| Vitória             | 1 - 2 | Palmeiras        | Barradão         | 11 de diciembre | 17:00     |
| Atlético Paranaense | 0 - 0 | Flamengo         | Arena da Baixada | 11 de diciembre | 17:00     |
| Santos              | 1 - 0 | América Mineiro  | Vila Belmiro     | 11 de diciembre | 17:00     |
| Grêmio              | 0 - 1 | Botafogo         | Arena do Grêmio  | 11 de diciembre | 17:00     |
| Cruzeiro            | 3 - 2 | Corinthians      | Mineirão         | 11 de diciembre | 17:00     |
| Fluminense          | 1 - 1 | Internacional    | Giulite Coutinho | 11 de diciembre | 17:00     |
| Ponte Preta         | 2 - 0 | Coritiba         | Moisés Lucarelli | 11 de diciembre | 17:00     |
| São Paulo           | 5 - 0 | Santa Cruz       | Morumbi          | 11 de diciembre | 17:00     |
| Sport               | 2 - 0 | Figueirense      | Ilha do Retiro   | 11 de diciembre | 17:00     |
| Chapecoense         | P - P | Atlético Mineiro | Arena Condá      | Cancelado       | Cancelado |

| 1. 2. |

## Estadísticas
| Jugador         | Equipo           | Goles | PJ |
| --------------- | ---------------- | ----- | -- |
| William Pottker | Ponte Preta      | 14    | 31 |
| Fred            | Atlético Mineiro | 14    | 33 |
| Diego Souza     | Sport Recife     | 14    | 34 |
| Grafite         | Santa Cruz       | 13    | 31 |
| Sassá           | Botafogo         | 12    | 26 |
| Gabriel Jesus   | Palmeiras        | 12    | 27 |
| Marinho         | Vitória          | 12    | 27 |
| Robinho         | Atlético Mineiro | 12    | 30 |

| Jugador                | Equipo           | Asist. | PJ |
| ---------------------- | ---------------- | ------ | -- |
| Dudu                   | Palmeiras        | 10     | 33 |
| Gustavo Scarpa         | Fluminense       | 10     | 34 |
| Giorgian De Arrascaeta | Cruzeiro         | 9      | 31 |
| Robinho                | Cruzeiro         | 8      | 24 |
| Robinho                | Atlético Mineiro | 8      | 30 |
| Diego Renan            | Vitória          | 8      | 33 |
| Éverton                | Vitória          | 7      | 30 |
| Keno                   | Santa Cruz       | 7      | 34 |

### Cambio de entrenadores
| Equipo              | Entrenador                  | Jornadas    |
| ------------------- | --------------------------- | ----------- |
| América Mineiro     | Givanildo Oliveira          | 1.ª a 5.ª   |
| América Mineiro     | Claudio Prates (interino)   | 6.ª         |
| América Mineiro     | Sérgio Vieira               | 7.ª a 15.ª  |
| América Mineiro     | Enderson Moreira            | 16.ª a 38.ª |
| Atlético Mineiro    | Diego Aguirre               | 1.ª         |
| Atlético Mineiro    | Marcelo Oliveira            | 2.ª a 36.ª  |
| Atlético Mineiro    | Diogo Jacomini (interino)   | 37.ª        |
| Atlético Paranaense | Paulo Autuori               | 1.ª a 38.ª  |
| Botafogo            | Ricardo Gomes               | 1.ª a 19.ª  |
| Botafogo            | Jair Ventura                | 20.ª a 38.ª |
| Chapecoense         | Guto Ferreira               | 1.ª a 10.ª  |
| Chapecoense         | Emerson Cris (interino)     | 11.ª        |
| Chapecoense         | Caio Júnior †               | 12.ª a 37.ª |
| Corinthians         | Tite                        | 1.ª a 7.ª   |
| Corinthians         | Fábio Carille (interino)    | 8.ª a 9.ª   |
| Corinthians         | Cristóvão Borges            | 10.ª a 26.ª |
| Corinthians         | Fábio Carille (interino)    | 27.ª a 30.ª |
| Corinthians         | Oswaldo de Oliveira         | 31.ª a 38.ª |
| Coritiba            | Gilson Kleina               | 1.ª a 5.ª   |
| Coritiba            | Pachequinho                 | 6.ª a 17.ª  |
| Coritiba            | Paulo César Carpegiani      | 18.ª a 38.ª |
| Cruzeiro            | Geraldo Delamore (interino) | 1.ª         |
| Cruzeiro            | Paulo Bento                 | 2.ª a 16.ª  |
| Cruzeiro            | Mano Menezes                | 17.ª a 38.ª |
| Figueirense         | Vinícius Eutrópio           | 1.ª a 14.ª  |
| Figueirense         | Argel Fucks                 | 15.ª a 21.ª |
| Figueirense         | Tuca Guimarães              | 22.ª a 26.ª |
| Figueirense         | Marquinhos Santos           | 27.ª a 38.ª |
| Flamengo            | Muricy Ramalho              | 1.ª         |
| Flamengo            | Jayme de Almeida (interino) | 2.ª a 3.ª   |
| Flamengo            | Zé Ricardo                  | 4.ª a 38.ª  |
| Fluminense          | Levir Culpi                 | 1.ª a 34.ª  |
| Fluminense          | Marcão (interino)           | 35.ª a 38.ª |
| Grêmio              | Roger Machado               | 1.ª a 25.ª  |
| Grêmio              | James Freitas (interino)    | 26.ª        |
| Grêmio              | Renato Gaúcho               | 27.ª a 38.ª |
| Internacional       | Argel Fucks                 | 1.ª a 14.ª  |
| Internacional       | Paulo Roberto Falcão        | 15.ª a 19.ª |
| Internacional       | Celso Roth                  | 20.ª a 35.ª |
| Internacional       | Lisca                       | 36.ª a 38.ª |
| Palmeiras           | Cuca                        | 1.ª a 38.ª  |
| Ponte Preta         | Eduardo Baptista            | 1.ª a 37.ª  |
| Ponte Preta         | Felipe Moreira              | 38.ª        |
| Santa Cruz          | Milton Mendes               | 1.ª a 19.ª  |
| Santa Cruz          | Adriano Teixeira (interino) | 20.ª        |
| Santa Cruz          | Doriva                      | 21.ª a 32.ª |
| Santa Cruz          | Adriano Teixeira (interino) | 33.ª a 38.ª |
| Santos              | Dorival Júnior              | 1.ª a 38.ª  |
| São Paulo           | Edgardo Bauza               | 1.ª a 18.ª  |
| São Paulo           | André Jardine (interino)    | 19.ª a 20.ª |
| São Paulo           | Ricardo Gomes               | 21.ª a 36.ª |
| São Paulo           | Pintado (interino)          | 37.ª a 38.ª |
| Sport               | Oswaldo de Oliveira         | 1.ª a 30.ª  |
| Sport               | Daniel Paulista             | 31.ª a 38.ª |
| Vitória             | Vágner Mancini              | 1.ª a 24.ª  |
| Vitória             | Argel Fucks                 | 25.ª a 38.ª |